# Cirsium acantholepis
Cirsium acantholepis, vrsta glavočike iz roda osjaka. Endem iz Meksika. Nekada je uključivana u rodove stričak (Carduus) i čakalj (Cnicus)

## Sinonimi
- Carduus acantholepis Greene
- Cnicus acantholepis Hemsl.